# Непроизводственные затраты
Непроизводственные затраты (англ. nonmanufacturing costs) — затраты, классифицируемые в рамках управленческого учета, как не связанные с производством продукта, с непосредственным преобразованием сырья и материалов в готовую продукцию.

## Определение
Согласно мнению ряда экономистов непроизводственные затраты — это затраты организации, не связанные с производством продукции. Относятся к затратам периода.

## Виды непроизводственных затрат
Непроизводственные затраты включают в себя следующие затраты:
- затраты на дистрибьюцию
- затраты на реализацию
- затраты на маркетинг
- послепродажные затраты
- затраты на НИОКР
- общехозяйственные затраты

Непроизводственные затраты могут быть дополнительно классифицированы в зависимости от количества производимой продукции:
- переменные (гибкие) затраты
- постоянные (неизбежные) затраты,

а также по возможности отнесения к производству конкретной единицы продукции:
- прямые затраты
- косвенные затраты